# Tampa Cargo
Transportes Aereos Mercantiles Panamericanos S.A., gọi tắt là Tampa Cargo, (mã IATA = QT, mã ICAO = TPA) là hãng hàng không vận chuyển hàng hóa của Colombia, trụ sở ở Medellín. Hãng có các căn cứ ở Sân bay quốc tế José María Córdova tại Medellín, Sân bay quốc tế El Dorado ở Bogotá, Sân bay quốc tế Ernesto Cortissoz ở Barranquilla và Sân bay quốc tế Miami.

## Lịch sử
Tampa Cargo được Luís và Jorge Coulson cùng với Orlando Botero Escobar thành lập và bắt đầu hoạt động từ ngày 11.3.1973. Năm 1996 hãng Martinair của Hà Lan mua 50% cổ phần của Tampa Cargo. Năm 2008 hãng Avianca của Colombia mua 100% cổ phần của Tampa Cargo.

## Các nơi đến
(Tháng 4/200):
- Brasil

- Viracopos
- Manaus

- Chile

- Santiago de Chile

- Colombia

- Bogotá
- Medellín
- Barranquilla
- Cali

- Ecuador

- Quito
- Guayaquil

- Hoa Kỳ

- Miami

- México

- Thành phố Mexico

- Peru

- Lima

- Puerto Rico

- San Juan

- Tây Ban Nha

- Valencia

- Venezuela

- Caracas